# Policía Federal (Brasil)
La Polícia Federal (en portugués: Polícia Federal) es la fuerza policial de Brasil, cuyas tareas principales son las investigaciones de delitos contra el Gobierno Federal o de sus órganos y empresas, la lucha contra el tráfico internacional de drogas, el terrorismo, la inmigración y el control policial de fronteras (incluidos los aeropuertos y la policía acuática).

## Historia
En marzo de 1944, la antigua capital de la República, Río de Janeiro, la policía del Distrito Federal se transformó en el Departamento Federal de Seguridad Pública ("Departamento Federal de Segurança Pública", en portugués, o simplemente DFSP). A pesar de su cambio de nombre de la DFSP sólo sirve en el Distrito Federal, sino que actuaba a nivel nacional sólo en la policía marítima, y las fronteras aéreas.
En el primer semestre de 1946 la misión de DFSP se extendió a todo el país, especialmente en algunos casos, como el comercio ilegal de narcóticos y delitos contra la fe pública, cuando el interés de la Finanza Nacional. However, IAW la nueva Constitución 18 de septiembre, los estados han dado poderes para satisfacer sus necesidades de gobierno y administración, se considera una especie de autonomía limitada que la existencia de una garantía en los resultados nacionales.
Con el traslado de la Capital Federal en 1960, el DFSP se trasladó a Brasilia, también proporciona el estado de la Guanabara a sus servicios de seguridad pública, y gran parte de su eficacia. Debido a la escasez de personal, el DFSP tuvo que ser reestructurada, a raíz de la policía modelo en Inglaterra, Estados Unidos y Canadá y tendrá, efectivamente, las tareas en todo el territorio brasileño de 16/11/64, edición diaria de la Ley n. 4483 y hasta la fecha que ahora se celebra como su más grande. También en 1967, el DFSP cambió su nombre por el Departamento de la Policía Federal - DPF a través art.210 del Decreto-Ley n.º 200 de 25/02/67.

## Organización
Con un área de especialización que cubre todo el territorio nacional, el Departamento de Policía Federal tiene una estructura moderna y funcional que permite la planificación, coordinación y control centralizado y una ejecución descentralizada. Su estructura actual permite un rendimiento excelente, y fomentar la integración con las distintas agencias del gobierno federal.
El director general ofrece la contabilidad y los organismos de apoyo técnico en Brasilia, encargada de las tareas de planificación, coordinación y control. 
Para las actividades operacionales, el DPF tiene 27 superintendentes regionales, 54 delegaciones de la Policía Federal llamado Delegacias, 12 puestos, 02 bases marítimas y 02 bases de las vías navegables interiores.

## Funciones / Responsabilidad

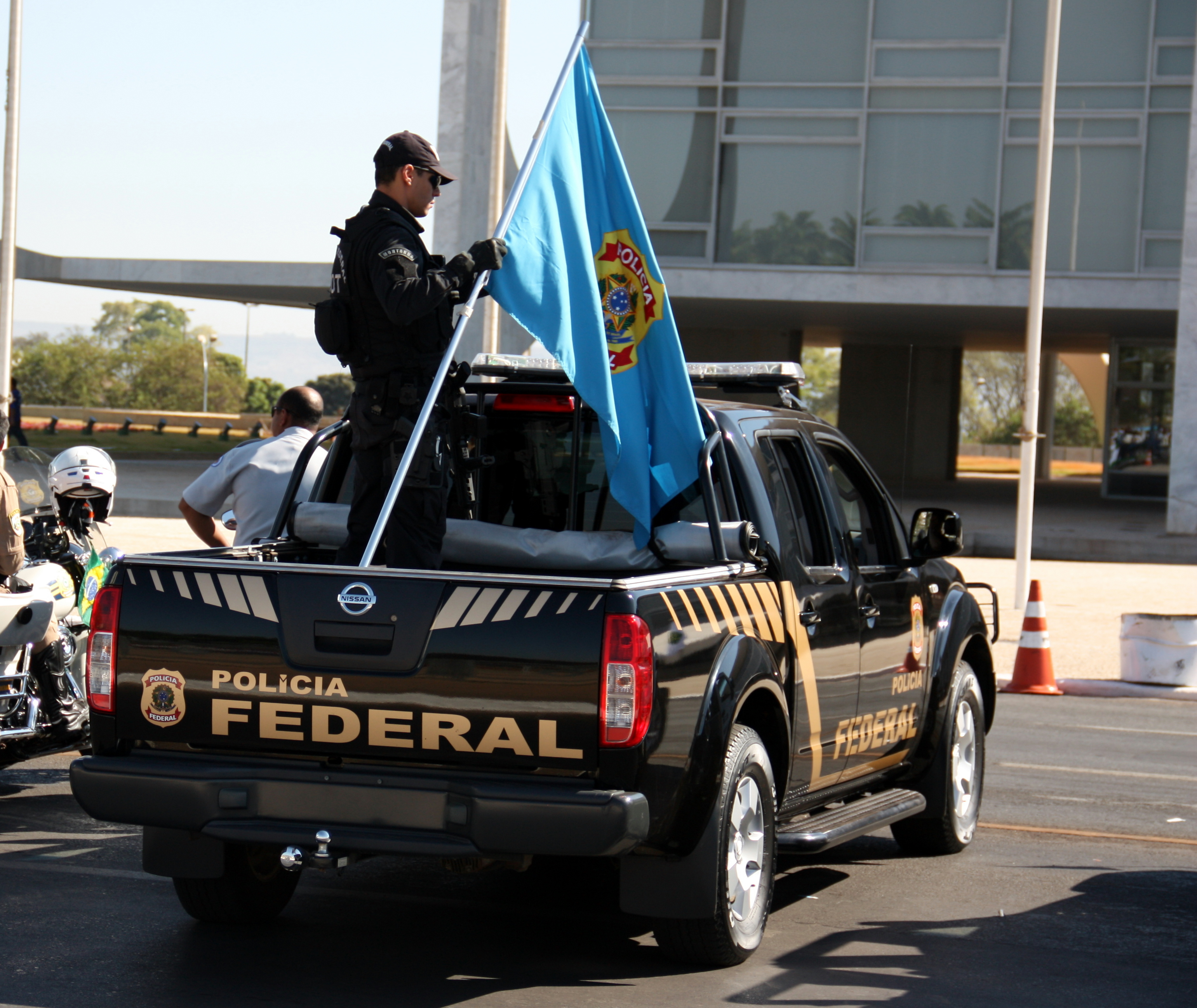
Un oficial de policía de la Policía Federal de Brasil.

Presidiário

La Policía Federal tiene amplias facultades tanto como policía administrativa como judicial. Sus poderes están definidos no sólo en la Constitución, sino sobre todo en una difusa legislación subconstitucional.
De acuerdo con el artículo 144, párrafo 1 de la Constitución brasileña de 1988, la Policía Federal es responsable de:
- Investigación de los delitos contra el orden político y social o en detrimento de los bienes, servicios e intereses de la Unión o de sus autoridades locales y empresas públicas, así como de otros delitos cuya práctica tenga repercusiones intergubernamentales o internacionales y exija una represión uniforme, conforme a lo dispuesto por la ley
- prevenir y reprimir el tráfico ilícito de estupefacientes y drogas conexas, el contrabando y la malversación de fondos, sin perjuicio de las actividades del Ministerio de Hacienda y otros organismos públicos en sus respectivas esferas de competencia;
- ejercicio de las funciones de la policía marítima, aeroportuaria y fronteriza;
- el ejercicio, con carácter exclusivo, de las funciones de la policía criminal de la Unión.
- La Policía Federal también tiene facultades establecidas en otras leyes y decretos:
- Lucha contra el terrorismo (véase: el terrorismo en el Brasil);
- garantizar la seguridad de los jefes de Estado extranjeros y de los jefes de organizaciones internacionales que visiten el Brasil;
- prevenir y reprimir el delito cibernético;[3]
- Combatiendo la pedofilia;
- Siendo el representante exclusivo de la Interpol en Brasil, suprimiendo el crimen internacional y buscando refugiados internacionales;
- prevenir y reprimir los delitos contra los pueblos indígenas;
- suprimir la desviación de fondos públicos;[4]
- Control y gestión del SINARM (Sistema Nacional de Armas) y de las armas de fuego a disposición de la población;
- Supresión de los delitos ambientales y contra el patrimonio histórico;
- la regulación, el control y la supervisión de todas las actividades de seguridad privada en el Brasil;[5]
- Implementación y mantenimiento del RIC - Registro de Identidad Civil - el futuro documento nacional de identidad
- Implementación y mantenimiento de la base de datos con los perfiles genéticos de los delincuentes;
- Control e inspección de productos químicos;
- Supresión de la delincuencia interestatal o internacional;
- Supresión de los delitos contra la seguridad social;
- investigación y enjuiciamiento de las violaciones de los derechos humanos;[6]
- la represión del secuestro, la detención privada y la extorsión mediante el secuestro, si el autor se vio obligado a hacerlo por motivos políticos o por el servicio público prestado por la víctima;[6]
- Suprimir el robo, hurto o recepción de carga, incluidos bienes y objetos de valor, transportados en operaciones interestatales o internacionales, si hay pruebas de actividad de pandillas o bandas en más de un estado de la Federación.
- Investigación y represión de los delitos políticos;
- Investigando y suprimiendo el crimen de lavado de dinero;
- cooperar con otras instituciones de seguridad pública y proporcionar información pertinente al servicio de inteligencia de la policía;
- Prevenir, investigar y enjuiciar todos los demás delitos con carácter subsidiario a la Policía Civil del Estado cuando ésta lo solicite;
- para asegurar los candidatos hasta 137 días antes de la elección

A menudo sucede que la Policía Federal es considerada erróneamente como una fuerza policial puramente criminal. A diferencia de la policía civil y militar de los estados, que sólo tienen poderes judiciales (policía civil) o aparentes (policía militar), la Policía Federal tiene el llamado ciclo policial completo. Esto significa que la Policía Federal tiene tantos poderes superficiales como de policía judicial. Al igual que la mayoría de los agentes de policía de los países desarrollados, la Policía Federal cumple funciones preventivas, de investigación y de represión en los asuntos que entran dentro de su ámbito de responsabilidad.
Algunos ejemplos de la aparente labor policial de la Policía Federal son
- La policía de inmigración
- Guardia de la frontera
- Policía Marítima
- Prevención de delitos contra los pueblos indígenas y seguridad institucional (protección de las instituciones de la República)

Otra función policial preventiva, que también realiza la policía federal, es la seguridad personal de los jefes de Estado extranjeros que visitan Brasil.
El FP ejerce algunos poderes de regulación además de la actividad policial. Este es el caso del control de la seguridad privada, el sistema nacional de armas y el control de productos químicos.

## Equipamiento
El Departamento de Policía Federal emite todos los agentes de graduarse de la Academia de la Policía Nacional una Glock 17 o Glock 19 o Glock 26 a elección del agente. Otros equipos incluyen la reciente adquisición G36K y el H&K MG4

## Controversias
La policía federal es conocida (en algunas partes de Brasil) por aplicar metodologías sumamente violentas, sobre todo en encuentros de fútbol. Muchos hinchas han sufrido su excesiva violencia a lo largo de los años.